# めざせ!!カードマスター
『めざせ!!カードマスター』は、印照によるポケモンカードゲームを題材にした漫画作品。小学館「小学五年生」で2000年に連載された。

## 登場人物
南井 健太（みなみい けんた）
主人公。性格は熱血。その性格を象徴するかのように、彼の使うデッキは炎ポケモンがメインになっていることが多い（バネッサ戦のみ水と雷のデッキを使用）。
最初は適当にデッキを組んでいるだけだったが、ポケモンカードジムで翔にボロ負けして以来、強くなりたいという気持ちが高まっていく。
好きなポケモンはリザードンとバクフーン。また、密かに可愛いポケモンも好きで、純平との対戦でピィが倒されたとき、涙を流して悔しがっていた。
岡部 翔（おかべ しょう）
健太のライバル。性格は沈着冷静。
カードの実力は相当なもので、相手が新参者であっても全く容赦しない。最初はしつこい健太を煙たがっていたが、どんどん強くなっていく健太に対し、次第にライバル心を募らせていく。
バネッサ・クロフォード
アメリカのお嬢様。日本でしか手に入らないカードも多数所持している。カードの実力はアメリカの大会で優勝するほど。
健太や翔には挑発的な態度で接するが、普段は地元の子にティーチングしたり、カードトレードを行ったりと面倒見がよく、皆から好かれている。
日米交流戦では、プクリンの「ともだちのわ」をメインにしたデッキで勝負を挑み、翔には勝ったが、健太には負けてしまった。
南井 純平（みなみい じゅんぺい）
健太の弟。その負けず嫌いさは兄に勝るとも劣らない。
カードイラストのかっこよさを重視する傾向があり、カメックスの「あまごい」とオーダイルの「どしゃぶり」という、正反対の能力を持つポケモンを同じデッキに入れ、健太を当惑させていた。
岡部 由宇（おかべ ゆう）
翔の妹。目つきや口調は兄にそっくり。
ワールドチャレンジ春で、ニューラと超ポケモンを主体にしたデッキで健太に挑んだが敗北。健太の前に純平とも対戦したが、そちらでは圧勝していた。
トレーナーのお姉さん
ポケモンセンターで働くお姉さん。地区大会の会場係や、日米交流戦の通訳としても登場した。健太に対し強くなるためのアドバイスをする。
柴田 夏希（しばた なつき）
健太の友達の女の子。仲間内でのプレイに飽きた健太に、ポケモンカードジムを勧めた。カードをプレイする場面は出てこないが、ルールは知っている様子。

## 単行本
- めざせ!!カードマスター ISBN 4-09-149544-3